# Edificio Mercantil Finasa
Mercantil Finasa es el nombre de un rascacielos de la ciudad de São Paulo, Brasil, que tiene 129 metros de altura, treinta y cinco pisos, ocho ascensores y su construcción terminó en el año 1973.
El edificio está situado entre el Vale do Anhangabaú (en español:Valle de Anhangabaú) y la calle Rua Libero Badaró, la entrada de la calle es de tres pisos por encima de la otra que se encuentra en el valle.
Su uso es de oficinas, albergando varias empresas incluyendo una oficina regional de la empresa Exxon Mobil .